# リーボック・フリースタイル

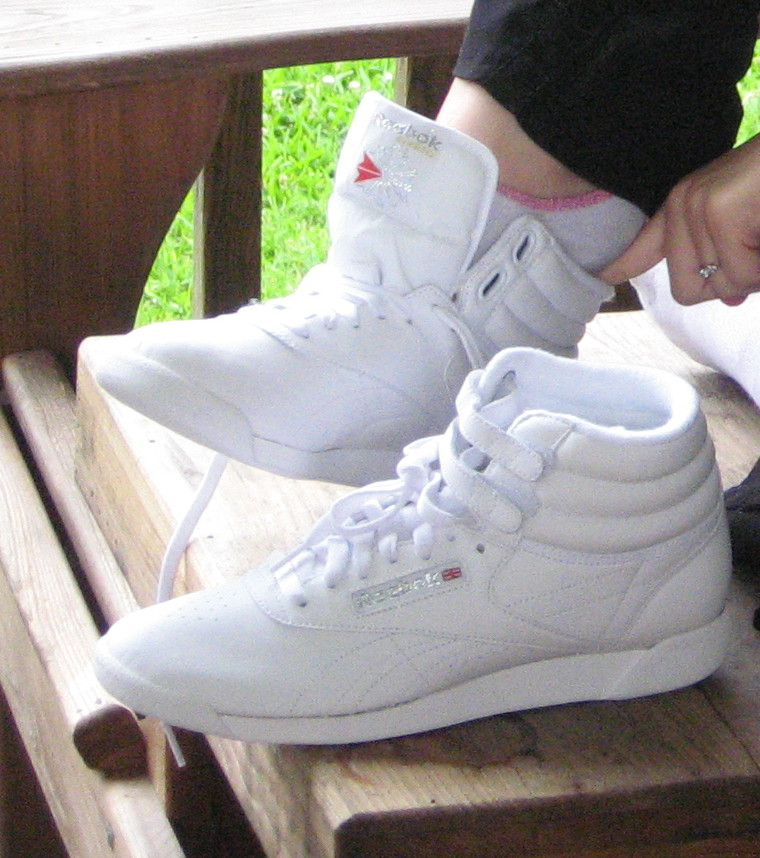
FREESTYLE

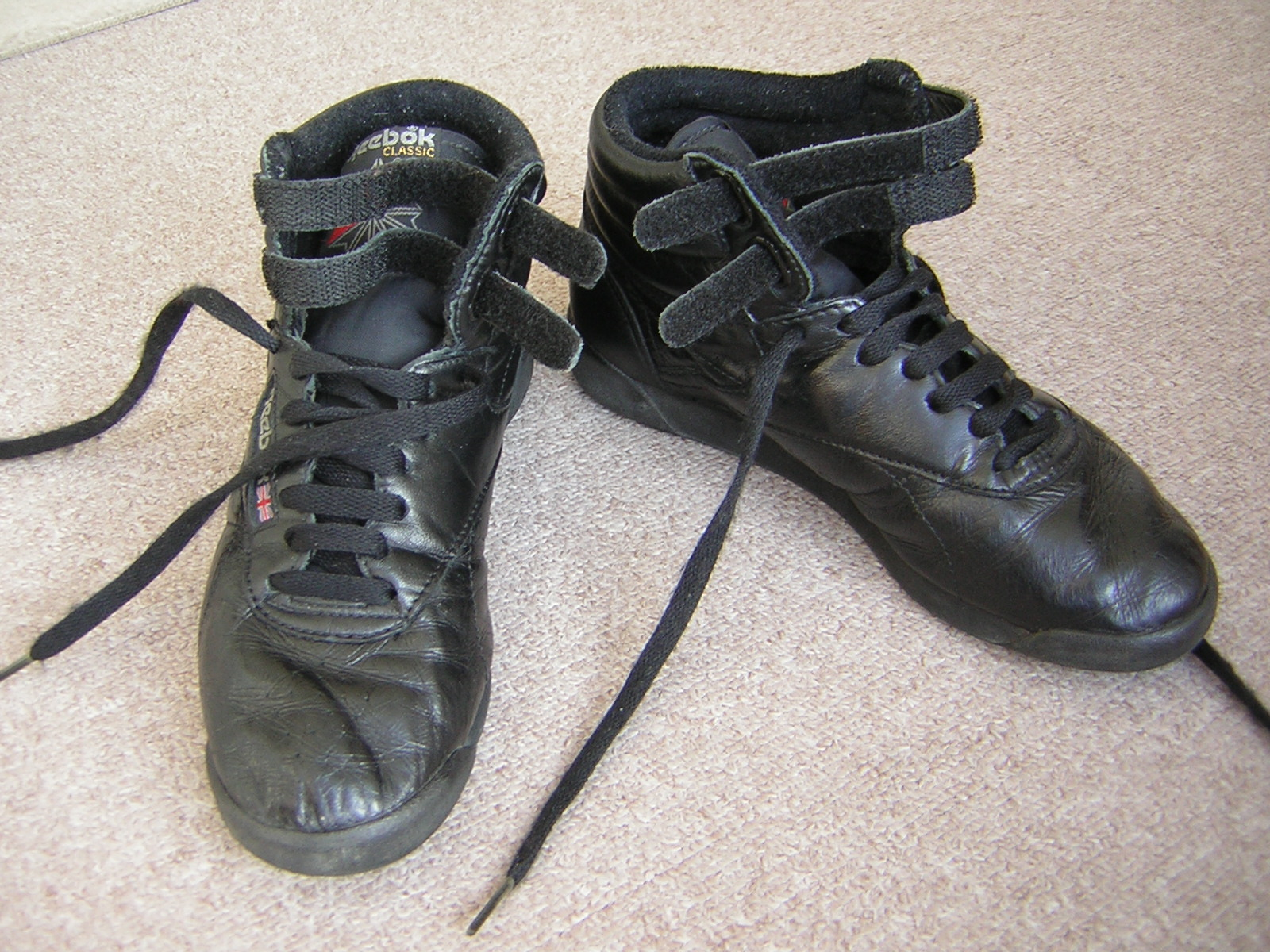
Reebok Freestyle Black Top Sneakers

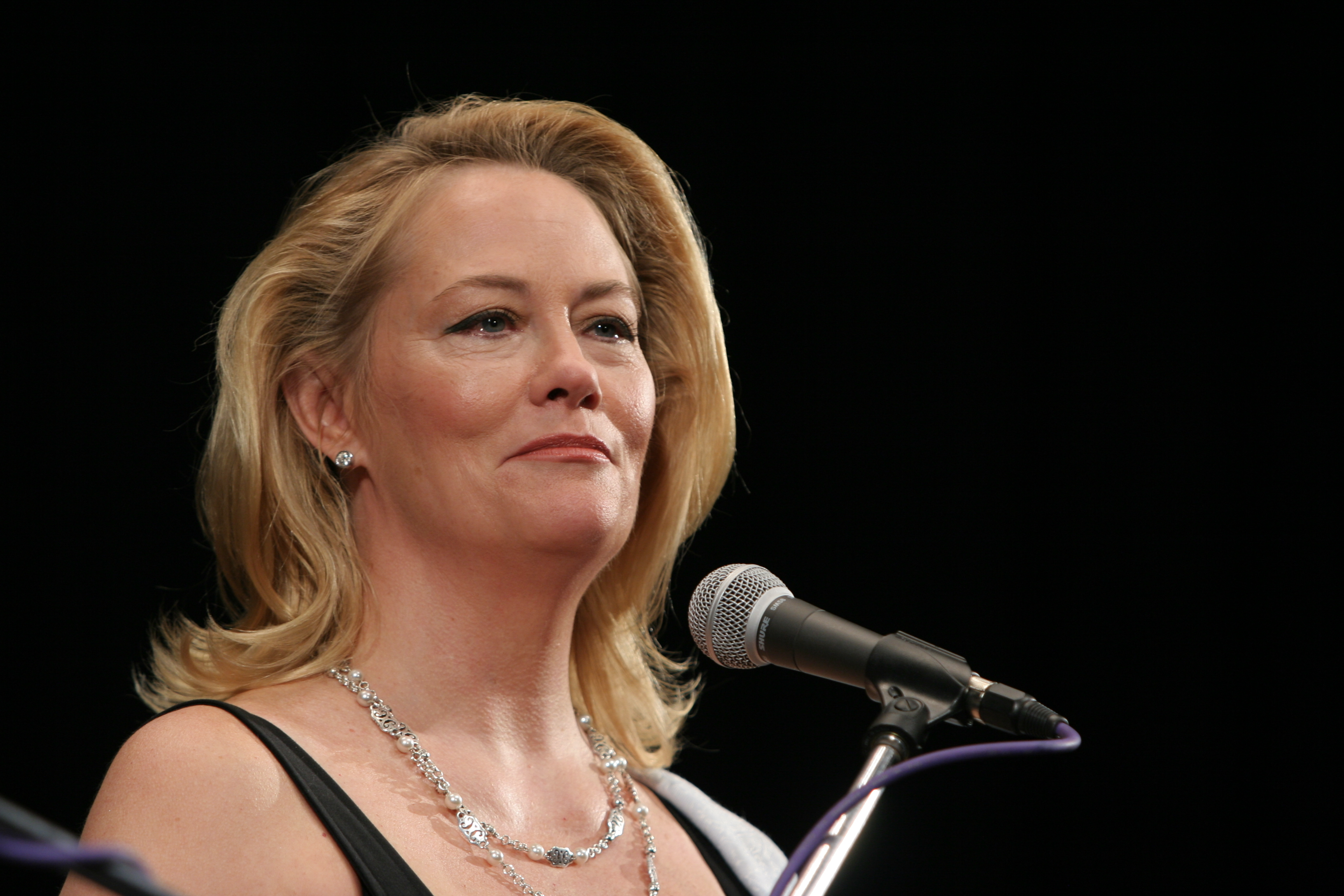
オレンジのフリースタイルで話題を呼んだシビル・シェパード（2007）

フリースタイル（FREESTYLE）は、イギリス発祥のスポーツ用品ブランド「リーボック」が販売するアスレチックシューズ。1982年に販売を開始し、2022年には誕生40周年を迎えた。

## 概要
1982年、アッパーに衣料用のガーメントレザー（天然皮革）を初めて採用した「エアロビクスシューズ」としてリリース。これ以前に同競技の使用に満足できるシューズはなく、当時のエアロビクスブームと相まって、リーボックを代表するヒット商品となった。また、当時タイアップ契約を結んでいた女優のシビル・シェパードが、鮮やかなオレンジのフリースタイルを履いて1985年のエミー賞授賞式に出席して話題を呼んだことや、ニューヨークのOLの通勤靴としても支持されたことなどをきっかけに「普段も履ける靴」という認知が広まった。これまでにも数多くのデザインが誕生しており、シンプルなものからポップ、さらには奇抜なものまでと、豊富なバリエーションにより幅広いターゲットやさまざまな利用シーンへの対応を可能にしている。
誕生25周年を迎えた2007年には、ニューヨークで「Anniversary Freestyle Collection（フリースタイル 25周年記念コレクション）」を発表している。2009年7月にリリースしたコラボライン「リーボック・ミルクフェド（REEBOK×MILK FED）」や、2009年9月の「リーボック・ハローキティ（REEBOK×Hello Kity）」のシューズは、フリースタイルをベースにデザインが施された。
B'zの二人が1991年のライブツアー「LIVE-GYM Pleasure'91」での衣装としてメンズ版である「リーボック ex-o-fit」を着用していた。

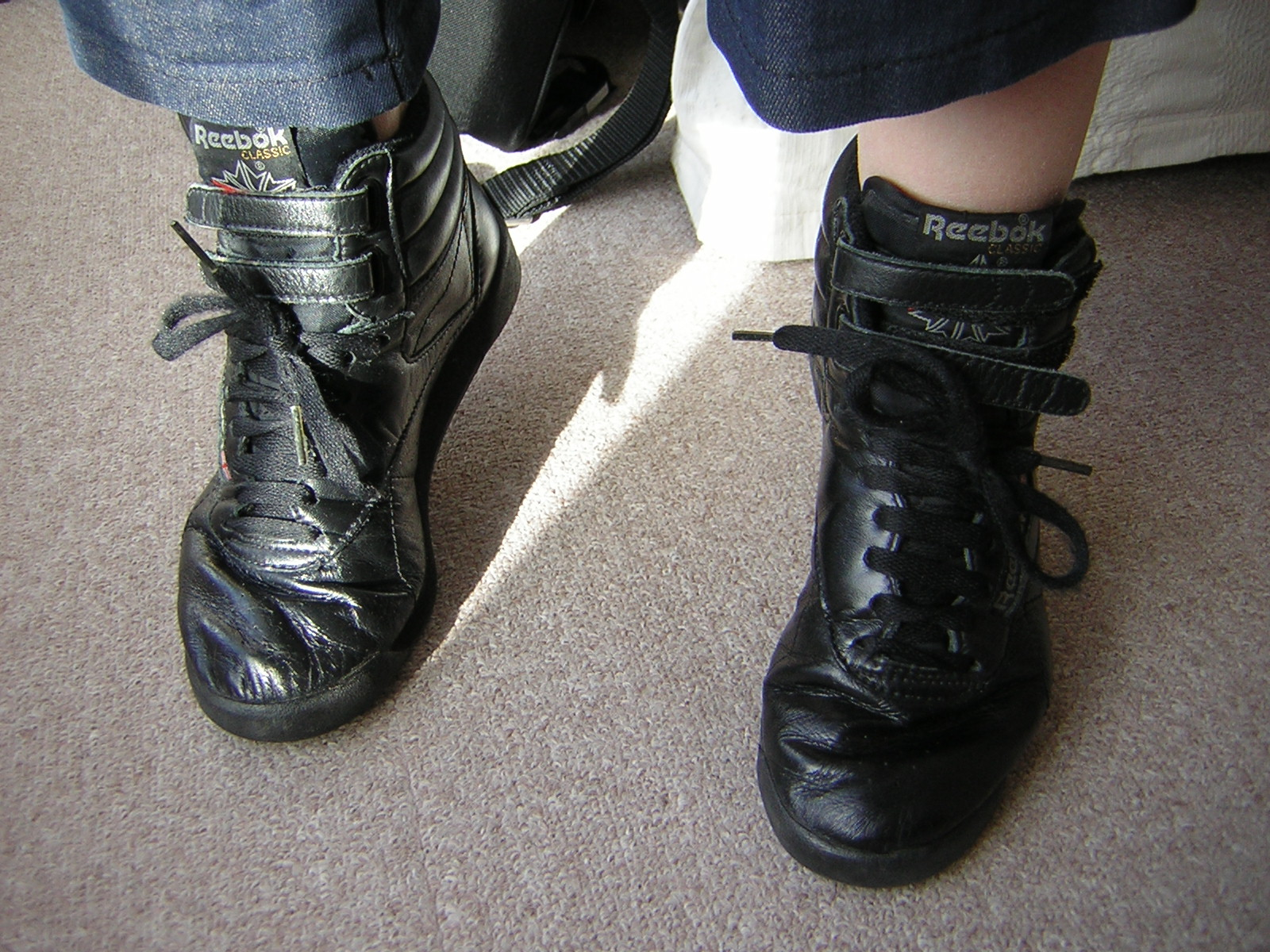
Reebok Freestyle Black Top : Front
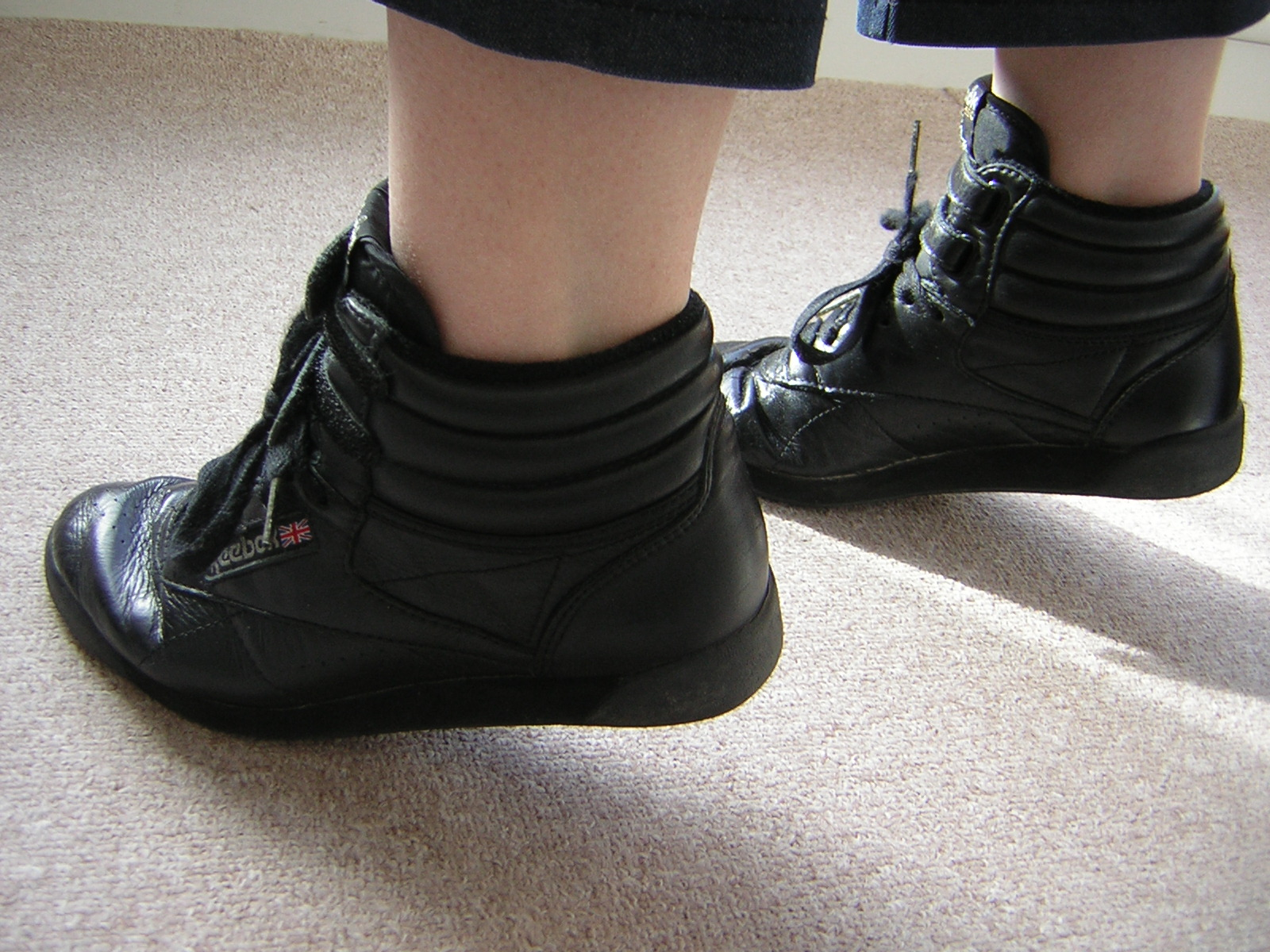
Reebok Freestyle Black Top : Behind
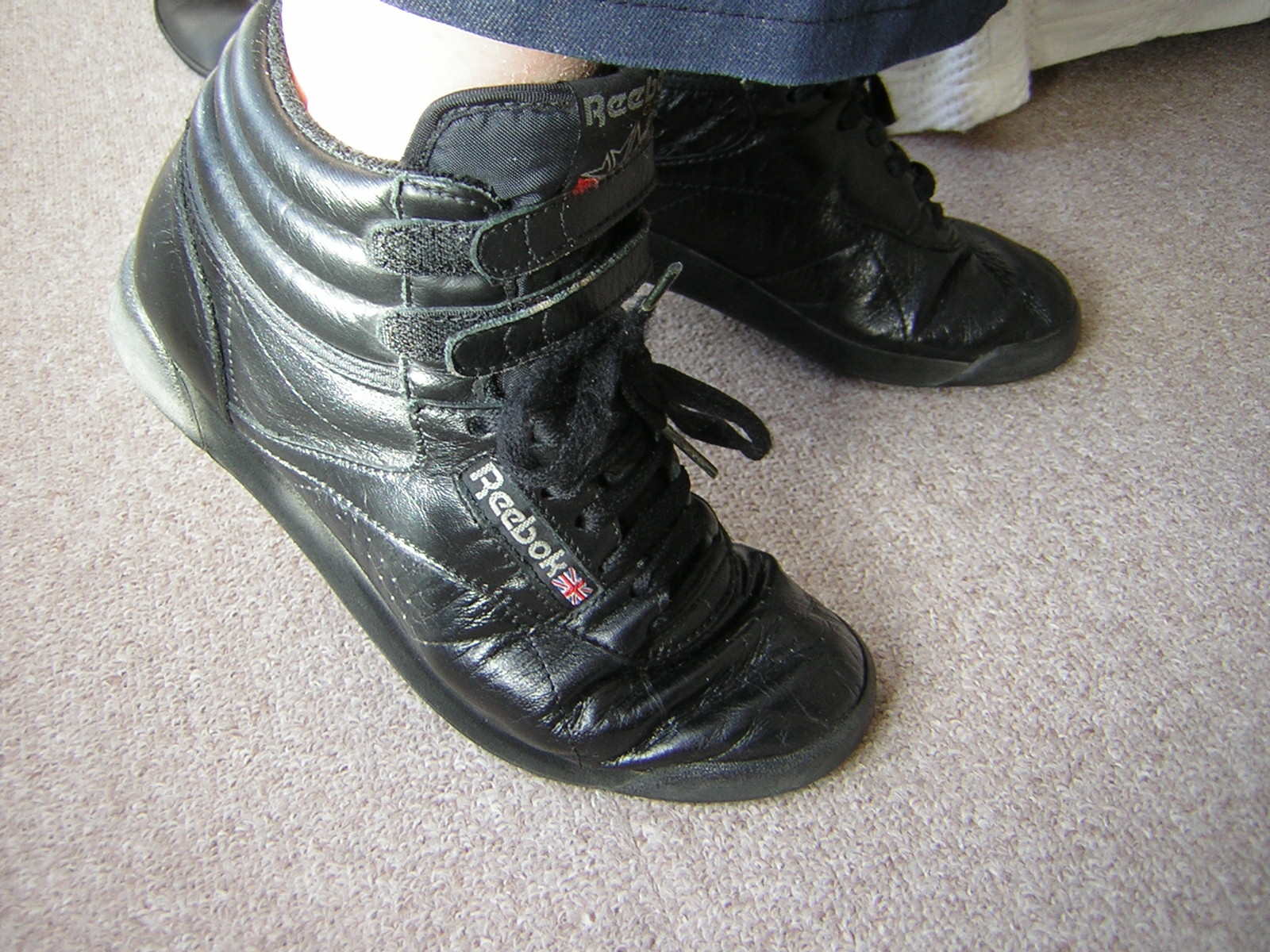
Reebok Freestyle Black Top : Side
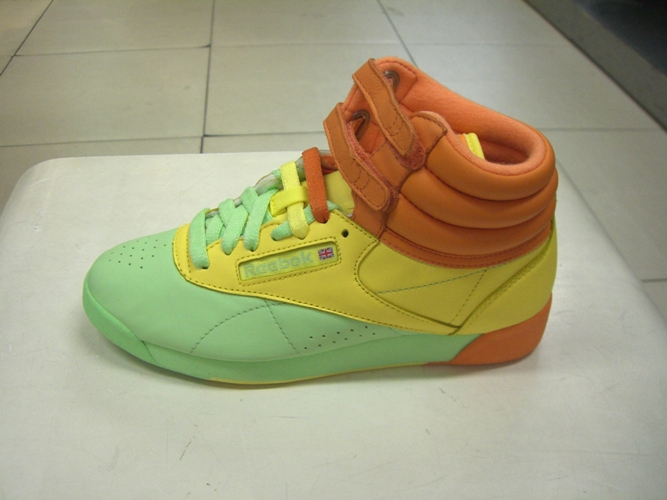
HI INT SHERBET LIME LEMON ORANGE
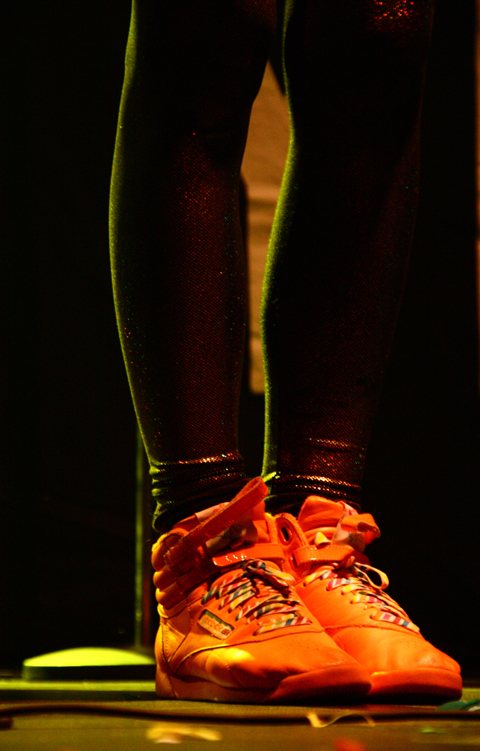
HI INT SHERBET RAINBOW SHERBET ORANGE
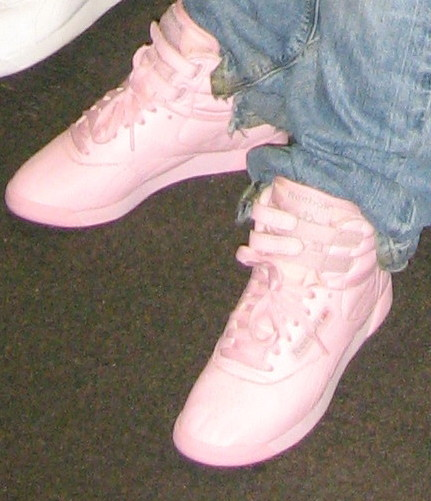
HI INT NEO STRAWBERRY
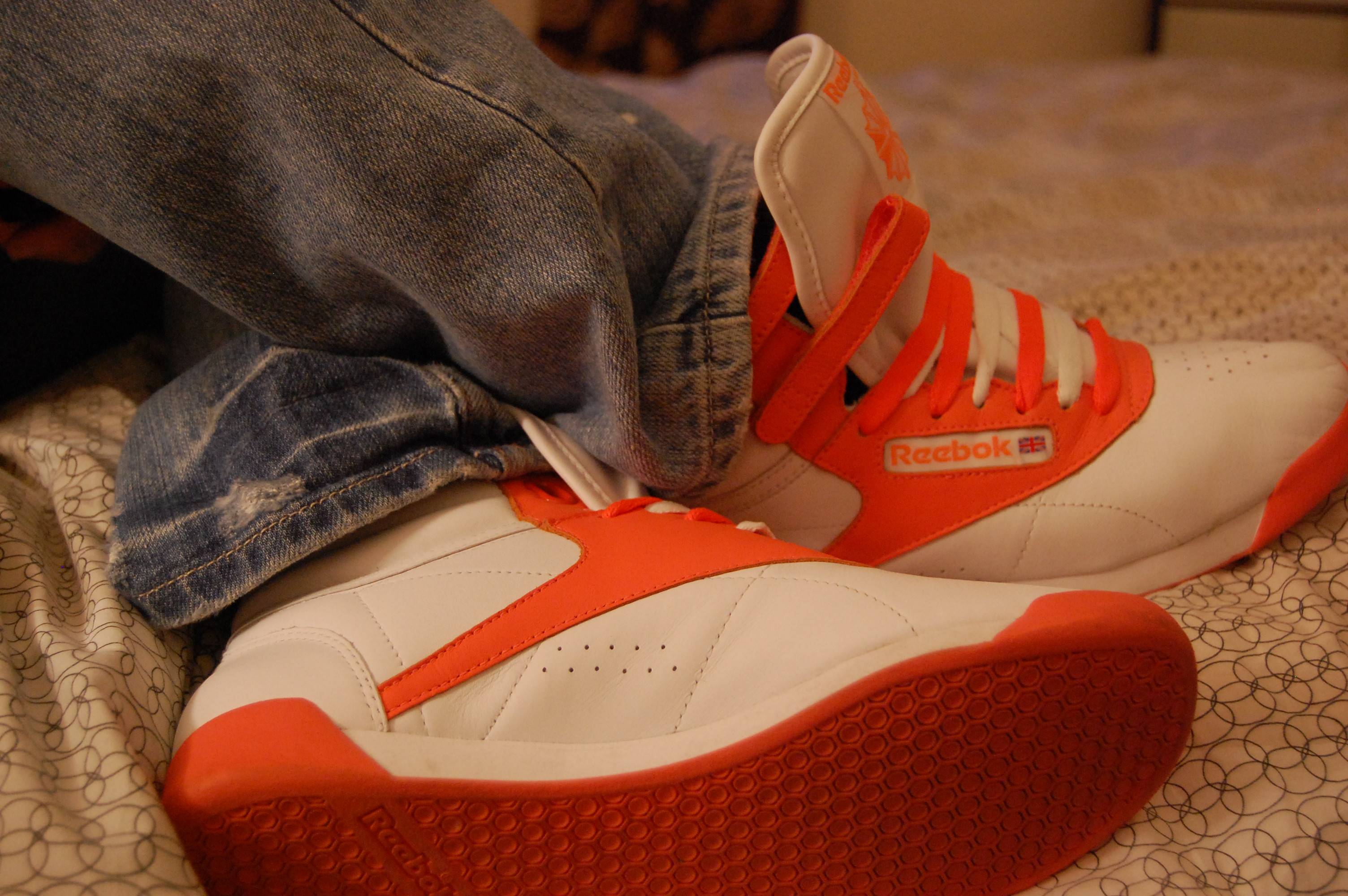
HI LITE BRIGHTS ORANGE

## 動画・CM
- Ai Yasuda - Freestyle Tokyo , YouTube,安田愛出演
- Yelle for Freestyle 1 , YouTube